# Чиркин, Вениамин Евгеньевич
Вениами́н Евге́ньевич Чи́ркин (23 октября 1924, Мстёра, Вязниковский район, Владимирская область, СССР — 2 ноября 2019, Москва) — советский и российский учёный-правовед, специалист по теории государства и права, конституционному праву и международному праву, доктор юридических наук, профессор, Заслуженный деятель науки Российской Федерации, Заслуженный юрист Российской Федерации. Один из авторов «Большой российской энциклопедии». Участник Великой Отечественной войны. Индекс Хирша — 57.

## Биография
В 1952 году окончил юридический факультет МГУ имени М.В. Ломоносова, затем окончил очную аспирантуру МГУ имени М.В. Ломоносова.
В 1955 году защитил диссертацию на соискание учёной степени кандидата юридических наук на тему «Право США в период империализма — орудие расового и национального угнетения».
В 1955—1971 годах работал в Свердловском юридическом институте, в 1965 году был утвержден в ученом звании профессора по кафедре.
В 1964 году защитил диссертацию на соискание учёной степени доктора юридических наук на тему «Формы государства, переходного к социалистическому типу».
С 1971 года — заведующий сектором государства и права развивающихся стран в Институте государства и права АН СССР, с 1986 — главный научный сотрудник этого института.
Автор более 400 работ в области права, теории управления и государственного строительства. Являлся членом редакционных коллегий и редакционных советов ведущих российских юридических научных журналов «Государство и право», «Законность», «Российская юстиция».

## Награды
- Орден Отечественной войны II степени
- Орден Трудового Красного Знамени
- Орден Почёта
- Медаль «За победу над Германией в Великой Отечественной войне 1941—1945 гг.»
- Медаль Жукова
- Юбилейные медали СССР и России (к 100-летию со дня рождения В. И. Ленина, к 20-, 30-, 40-. 50-, 60-, 65-, 70-летию Победы, к 50-, 60- и 70-летию Вооружённых сил СССР)[4].

- Заслуженный деятель науки Российской Федерации
- Заслуженный юрист Российской Федерации (18 июня 1994) — за заслуги в укреплении законности, успешную нормотворческую деятельность и многолетнюю добросовестную работу

## Научные труды
- Государственное право зарубежных социалистических стран : [Учебник для вузов по специальности "Правоведение"] / [Доктора юрид. наук, профессора В. Е. Чиркин, Б. А. Стародубский, Г. В. Игнатенко] ; Под ред. проф. В. Е. Чиркина и проф. Б. Н. Топорнина. - Москва : Высш. школа, 1976. - 270 с.; 22 см.
- Государственное право зарубежных социалистических стран : [Учебник для вузов по специальности "Правоведение"] / [Доктора юрид. наук, профессора В. Е. Чиркин, Б. А. Стародубский, Г. В. Игнатенко] ; Под ред. проф. В. Е. Чиркина и проф. Б. Н. Топорнина. - Москва : Высш. школа, 1976. - 270 с.; 22 см.
- Политические аспекты глобальных проблем современности : (Тез. выступлений) / Вторая Всесоюз. шк. молодых ученых-политологов (24-29 окт. 1985 г.); [Редкол.: Чиркин В. Е. (отв. ред.) и др.]. - Москва : Б. и., 1985. - 163 с.; 21 см.
- Чиркин В. Е. Конституционное право зарубежных стран. — М.: Юристъ, 1997. — 568 с. — ISBN 5-7357-0204-1.

- Формы государства, переходного к социалистическому типу (М., 1966);
- Основы сравнительного государствоведения (М., 1997);
- Конституционное право: Россия и зарубежный опыт (М., 1998);
- Современное государство (М., 2001);
- Публичное управление (М., 2004).

- Основы государственного права Демократической Республики Вьетнам / В. Е. Чиркин, канд. юрид. наук. - Свердловск : [б. и.], 1957. - 58 с.; 20 см. - (Лекции по государственному праву стран народной демократии/ Свердл. юрид. ин-т им. А. Я. Вышинского).
- Основы государственного права Венгерской Народной Республики / В. Е. Чиркин, канд. юрид. наук. - Свердловск : [б. и.], 1958. - 29 с.; 20 см. - (Лекции по государственному праву стран народной демократии/ Свердл. юрид. ин-т им. А. Я. Вышинского).
- Основы государственного права Германской Демократической Республики / В. Е. Чиркин, канд. юрид. наук. - Свердловск : [б. и.], 1958. - 38 с.; 20 см. - (Лекции по государственному праву стран народной демократии/ Свердл. юрид. ин-т им. А. Я. Вышинского).
- Основы государственного права Китайской Народной Республики / В. Е. Чиркин, канд. юрид. наук. - Свердловск : [б. и.], 1958. - 63 с.; 20 см. - (Лекции по государственному праву стран народной демократии/ Свердл. юрид. ин-т им. А. Я. Вышинского).
- Основы государственного права Монгольской Народной Республики : Лекции по гос. праву стран нар. демократии / В. Е. Чиркин, канд. юрид. наук ; Свердл. юрид. ин-т им. А. Я. Вышинского. - Свердловск : [б. и.], 1958. - 32 с.; 20 см.
- Основы государственного права Народной Республики Албании / В. Е. Чиркин, канд. юрид. наук. - Свердловск : [б. и.], 1958. - 32 с.; 20 см. - (Лекции по государственному праву стран народной демократии/ Свердл. юрид. ин-т им. А. Я. Вышинского).
- Основы государственного права Народной Республики Болгарии / В. Е. Чиркин, канд. юрид. наук. - Свердловск : [б. и.], 1958. - 31 с.; 20 см. - (Лекции по государственному праву стран народной демократии/ Свердл. юрид. ин-т им. А. Я. Вышинского).
- Основы государственного права Польской Народной Республики : Лекции по гос. праву стран нар. демократии / В. Е. Чиркин, канд. юрид. наук ; Свердл. юрид. ин-т им. А. Я. Вышинского. - Свердловск : [б. и.], 1958. - 52 с.; 20 см.
- Основы государственного права Румынской Народной Республики / В. Е. Чиркин, канд. юрид. наук. - Свердловск : [б. и.], 1958. - 39 с.; 20 см. - (Лекции по государственному праву стран народной демократии/ Свердл. юрид. ин-т им. А. Я. Вышинского).
- Основы государственного права Чехословацкой Республики / В. Е. Чиркин, канд. юрид. наук. - Свердловск : [б. и.], 1958. - 39 с.; 20 см. - (Лекции по государственному праву стран народной демократии/ Свердл. юрид. ин-т им. А. Я. Вышинского).
- Дискриминация национальных меньшинств в США. - Москва : Госюриздат, 1958. - 215 с.; 20 см.
- Реорганизация управления промышленностью в странах народной демократии / В. Е. Чиркин. - Москва : Гос. изд-во юридической лит., 1961. - 161, [2] с.; 21 см.
- Переходные государственные формы : (Формы государства, переходного к социалистическому типу). - Свердловск : [б. и.], 1963. - 510 с.; 21 см. - (Ученые труды/ М-во высш. и сред. спец. образования РСФСР. Свердл. юрид. ин-т. Общая теория государства и государственное право; Т. 8).
- Формы государства, переходного к социалистическому типу. - Москва : Юрид. лит., 1966. - 223 с.; 21 см.
- Формы социалистического государства. - Москва : Юрид. лит., 1973. - 270 с.; 20 см.
- Буржуазная политология и действительность развивающихся стран : Критика концепции "полит. модернизации" / В. Е. Чиркин. - Москва : Междунар. отношения, 1980. - 183 с.; 20 см.
- Формы государства в буржуазных странах Латинской Америки / В. Е. Чиркин, А. А. Тихонов, С. В. Рябов. - Москва : Наука, 1982. - 193 с.; 22 см.
- Революционно-демократическое государство современности / В. Е. Чиркин ; Акад. наук СССР, Ин-т государства и права. - Москва : Наука, Гл. ред. вост. лит., 1984. - 294, [1] с.; 23 см.
- Два пути политического развития освободившихся стран / В. Е. Чиркин; Отв. ред. н. Г. Чичерина; АНСССР, Науч. совет по пробл. зарубеж. идеол. течений. - Москва : Наука, 1987. - 93,[2] с.; 20 см.

- Государственное право буржуазных стран и стран, освободившихся от колониальной зависимости : [Учебник для юрид. ин-тов и фак.] / Под ред. проф. В. Е. Чиркина. - Москва : Высш. школа, 1968. - 389 с.; 22 см.
- Государственное право зарубежных социалистических стран : (Учеб.-метод. пособие) / Под ред. проф. В. Е. Чиркина ; М-во высш. и сред. спец. образования РСФСР. Свердл. юрид. ин-т. - Свердловск : [б. и.], 1970. - 327 с.; 21 см.
- Новые конституции и конституционные реформы : (Сб. статей) / АН СССР, Ин-т государства и права ; [Отв. ред. В.Е. Чиркин]. - Москва : Наука, 1978. - 255 с.; 20 см. - (Государство и право в развивающихся странах).
- Вооруженные силы в политической системе : Сб. статей / АН СССР, Ин-т государства и права; [Отв. ред. В. Е. Чиркин]. - Москва : Наука, 1981. - 200 с.; 20 см.
- Развитие политических систем в современном мире : [Сб. статей] / АН СССР, Ин-т государства и права, Сов. ассоц. полит. наук; [Редкол.: В. Е. Чиркин (отв. ред.) и др.]. - Москва : Наука, 1981. - 197 с.; 22 см.
- Государственный аппарат : Сб. ст. / АН СССР, Ин-т государства и права; [Отв. ред. В. Е. Чиркин]. - Москва : Наука, 1984. - 248 с.; 20 см. - (Государство и право в развивающихся странах).
- Конституционное право развивающихся стран : Предмет, наука, источники / [П. С. Грацианский, Г. И. Муромцев, С. В. Рябов и др.; Редкол.: В. Е. Чиркин (отв. ред.) и др.]; АН СССР, Ин-т государства и права. - Москва : Наука, 1987. - 284,[2] с.; 22 см.; ISBN (В пер.) (В пер.) : 3 р. 40 к.

- Конституция Демократической Республики Мадагаскар : [Пер. с фр. / Вступит. статья В. Е. Чиркина, с. 3-21]. - Москва : Юрид. лит., 1980. - 48 с.; 20 см.
- Конституция Зимбабве : [Пер. с англ. / Вступ. ст. В. Е. Чиркина]. - Москва : Юрид. лит., 1982. - 144 с.; 21 см
- Конституция Народной Республики Конго : [Пер. с фр. / Вступ. ст. В. Е. Чиркина]. - Москва : Юрид. лит., 1983. - 31 с.; 20 см.

- АССОЦИИ́РОВАННОЕ ГОСУДА́РСТВО : [арх. 21 мая 2022] / В. Е. Чиркин // Большая российская энциклопедия : [в 35 т.] / гл. ред. Ю. С. Осипов. — М. : Большая российская энциклопедия, 2004—2017.
- БЛОК : [арх. 21 мая 2022] / В. Е. Чиркин // Большая российская энциклопедия : [в 35 т.] / гл. ред. Ю. С. Осипов. — М. : Большая российская энциклопедия, 2004—2017.
- БОЛЬШИНСТВО́ ГОЛОСО́В : [арх. 19 июня 2022] / В. Е. Чиркин // Большая российская энциклопедия : [в 35 т.] / гл. ред. Ю. С. Осипов. — М. : Большая российская энциклопедия, 2004—2017.
- ВЕЛИКОБРИТА́НИЯ : [арх. 31 октября 2022] / В. М. Сокольский (Общие сведения, Население, Хозяйство), В. Е. Чиркин (Государственный строй), Э. П. Романова (Природа: физико-географический очерк), А. Ф. Лимонов (Природа: геологическое строение и полезные ископаемые), Л. А. Галофаст, Г. А. Зверева, М. П. Айзенштат, А. Ю. Прокопов, Г. С. Остапенко (Исторический очерк), В. В. Горбачёв (Вооружённые силы), В. С. Нечаев (Здравоохранение), В. И. Линдер (Спорт), Д. В. Соколова (СМИ), Ю. Н. Попов (Философия), Т. Н. Красавченко (Литература), С. Н. Лебедев (Музыка), Е. Я. Суриц (Балет), Е. В. Кочетова, В. А. Погадаев (Театр), А. Н. Дорошевич (Кино), В. В. Кошкин (Цирк) // Большая российская энциклопедия : [в 35 т.] / гл. ред. Ю. С. Осипов. — М. : Большая российская энциклопедия, 2004—2017.
- ВЕ́ТО / В. Е. Чиркин // Большая российская энциклопедия : [в 35 т.] / гл. ред. Ю. С. Осипов. — М. : Большая российская энциклопедия, 2004—2017.
- ВЫ́БОРЫ : [арх. 29 сентября 2022] / В. Е. Чиркин // Большая российская энциклопедия : [в 35 т.] / гл. ред. Ю. С. Осипов. — М. : Большая российская энциклопедия, 2004—2017.
- ГЕНЕРА́Л-ГУБЕРНА́ТОР : [арх. 25 декабря 2022] / В. Е. Чиркин // Большая российская энциклопедия : [в 35 т.] / гл. ред. Ю. С. Осипов. — М. : Большая российская энциклопедия, 2004—2017.
- ГОСУДА́РСТВА ГЛАВА́ ГОСУДА́РСТВА / В. Е. Чиркин // Большая российская энциклопедия : [в 35 т.] / гл. ред. Ю. С. Осипов. — М. : Большая российская энциклопедия, 2004—2017.
- ГЛАВА́ ПРАВИ́ТЕЛЬСТВА : [арх. 3 января 2023] / В. Е. Чиркин // Большая российская энциклопедия : [в 35 т.] / гл. ред. Ю. С. Осипов. — М. : Большая российская энциклопедия, 2004—2017.
- ГО́РОД ФЕДЕРА́ЛЬНОГО ЗНАЧЕ́НИЯ : [арх. 20 июня 2022] / В. Е. Чиркин // Большая российская энциклопедия : [в 35 т.] / гл. ред. Ю. С. Осипов. — М. : Большая российская энциклопедия, 2004—2017.
- ГОСУДА́РСТВЕННАЯ ДУ́МА : [арх. 17 октября 2022] / Д. И. Раскин, В. Е. Чиркин // Большая российская энциклопедия : [в 35 т.] / гл. ред. Ю. С. Осипов. — М. : Большая российская энциклопедия, 2004—2017.
- ГОСУДА́РСТВЕННЫЕ СИ́МВОЛЫ : [арх. 19 октября 2022] / В. Е. Чиркин // Большая российская энциклопедия : [в 35 т.] / гл. ред. Ю. С. Осипов. — М. : Большая российская энциклопедия, 2004—2017.
- ГОСУДА́РСТВЕННЫЙ СЕКРЕТА́РЬ : [арх. 15 июня 2022] / Н. М. Корнева, В. Е. Чиркин // Большая российская энциклопедия : [в 35 т.] / гл. ред. Ю. С. Осипов. — М. : Большая российская энциклопедия, 2004—2017.
- ГОСУДА́РСТВЕННЫЙ СОВЕ́Т : [арх. 5 октября 2022] / Д. И. Раскин, В. Е. Чиркин // Большая российская энциклопедия : [в 35 т.] / гл. ред. Ю. С. Осипов. — М. : Большая российская энциклопедия, 2004—2017.
- ГОСУДА́РСТВЕННЫЙ ЯЗЫ́К : [арх. 21 сентября 2022] / В. Е. Чиркин // Большая российская энциклопедия : [в 35 т.] / гл. ред. Ю. С. Осипов. — М. : Большая российская энциклопедия, 2004—2017.
- ДЕКРЕ́Т : [арх. 4 апреля 2022] / В. Е. Чиркин // Большая российская энциклопедия : [в 35 т.] / гл. ред. Ю. С. Осипов. — М. : Большая российская энциклопедия, 2004—2017.
- ДЕПУТА́Т : [арх. 3 января 2023] / В. Е. Чиркин // Большая российская энциклопедия : [в 35 т.] / гл. ред. Ю. С. Осипов. — М. : Большая российская энциклопедия, 2004—2017.
- ДИСКРЕЦИО́ННАЯ ВЛАСТЬ : [арх. 15 июня 2022] / В. Е. Чиркин // Большая российская энциклопедия : [в 35 т.] / гл. ред. Ю. С. Осипов. — М. : Большая российская энциклопедия, 2004—2017.* КОНГРЕ́СС : [арх. 19 октября 2022] / В. Е. Чиркин // Большая российская энциклопедия : [в 35 т.] / гл. ред. Ю. С. Осипов. — М. : Большая российская энциклопедия, 2004—2017.
- КОНСТИТУЦИОНАЛИ́ЗМ : [арх. 18 октября 2022] / В. Е. Чиркин // Большая российская энциклопедия : [в 35 т.] / гл. ред. Ю. С. Осипов. — М. : Большая российская энциклопедия, 2004—2017.
- КОНСТИТУЦИО́ННЫЙ ЗАКО́Н : [арх. 21 мая 2022] / В. Е. Чиркин // Большая российская энциклопедия : [в 35 т.] / гл. ред. Ю. С. Осипов. — М. : Большая российская энциклопедия, 2004—2017.
- КОНСТИТУЦИО́ННЫЙ КОНТРО́ЛЬ : [арх. 20 марта 2024] / В. Е. Чиркин // Большая российская энциклопедия : [в 35 т.] / гл. ред. Ю. С. Осипов. — М. : Большая российская энциклопедия, 2004—2017.
- КОНСТИТУЦИО́ННЫЙ НАДЗО́Р / В. Е. Чиркин // Большая российская энциклопедия : [в 35 т.] / гл. ред. Ю. С. Осипов. — М. : Большая российская энциклопедия, 2004—2017.
- КОНСТИТУ́ЦИЯ : [арх. 4 января 2023] / В. Е. Чиркин, С. А. Байбаков (Конституция в России) // Большая российская энциклопедия : [в 35 т.] / гл. ред. Ю. С. Осипов. — М. : Большая российская энциклопедия, 2004—2017.
- КОНТРАСИГНАТУ́РА : [арх. 24 января 2022] / В. Е. Чиркин // Большая российская энциклопедия : [в 35 т.] / гл. ред. Ю. С. Осипов. — М. : Большая российская энциклопедия, 2004—2017.
- КУМУЛЯТИ́ВНАЯ ИЗБИРА́ТЕЛЬНАЯ СИСТЕМА / В. Е. Чиркин // Большая российская энциклопедия : [в 35 т.] / гл. ред. Ю. С. Осипов. — М. : Большая российская энциклопедия, 2004—2017.
- ЛЮСТРА́ЦИЯ : [арх. 19 июня 2022] / В. Е. Чиркин // Большая российская энциклопедия : [в 35 т.] / гл. ред. Ю. С. Осипов. — М. : Большая российская энциклопедия, 2004—2017.
- МАГИСТРА́Т / В. Е. Чиркин // Большая российская энциклопедия : [в 35 т.] / гл. ред. Ю. С. Осипов. — М. : Большая российская энциклопедия, 2004—2017.
- МАГИСТРАТУ́РА : [арх. 15 июня 2024] / И. Л. Маяк, В. Е. Чиркин // Большая российская энциклопедия : [в 35 т.] / гл. ред. Ю. С. Осипов. — М. : Большая российская энциклопедия, 2004—2017.
- МАЖОРИТА́РНАЯ ИЗБИРА́ТЕЛЬНАЯ СИСТЕ́МА : [арх. 16 июня 2022] / В. Е. Чиркин // Большая российская энциклопедия : [в 35 т.] / гл. ред. Ю. С. Осипов. — М. : Большая российская энциклопедия, 2004—2017.
- МАНДА́Т : [арх. 16 июня 2022] / В. Е. Чиркин // Большая российская энциклопедия : [в 35 т.] / гл. ред. Ю. С. Осипов. — М. : Большая российская энциклопедия, 2004—2017.
- МЕТРОПО́ЛИЯ : [арх. 5 декабря 2023] / В. Е. Чиркин // Большая российская энциклопедия : [в 35 т.] / гл. ред. Ю. С. Осипов. — М. : Большая российская энциклопедия, 2004—2017.
- МИ́ТИНГИ И ДЕМОНСТРА́ЦИИ : [арх. 15 июня 2024] / В. Е. Чиркин // Большая российская энциклопедия : [в 35 т.] / гл. ред. Ю. С. Осипов. — М. : Большая российская энциклопедия, 2004—2017.
- МОНА́РХИЯ : [арх. 3 января 2023] / В. Е. Чиркин // Большая российская энциклопедия : [в 35 т.] / гл. ред. Ю. С. Осипов. — М. : Большая российская энциклопедия, 2004—2017.
- НАРО́ДНАЯ ИНИЦИАТИ́ВА / В. Е. Чиркин // Большая российская энциклопедия : [в 35 т.] / гл. ред. Ю. С. Осипов. — М. : Большая российская энциклопедия, 2004—2017.
- НАРО́ДНОЕ ПРЕДСТАВИ́ТЕЛЬСТВО : [арх. 21 января 2022] / В. Е. Чиркин // Большая российская энциклопедия : [в 35 т.] / гл. ред. Ю. С. Осипов. — М. : Большая российская энциклопедия, 2004—2017.
- НАЦИОНА́ЛЬНЫЙ О́КРУГ : [арх. 20 марта 2024] / В. Е. Чиркин // Большая российская энциклопедия : [в 35 т.] / гл. ред. Ю. С. Осипов. — М. : Большая российская энциклопедия, 2004—2017.
- НАЦИОНА́ЛЬНЫЕ МЕНЬШИ́НСТВА : [арх. 19 июня 2022] / В. Е. Чиркин // Большая российская энциклопедия : [в 35 т.] / гл. ред. Ю. С. Осипов. — М. : Большая российская энциклопедия, 2004—2017.
- НЕДЕЙСТВИ́ТЕЛЬНОСТЬ / В. Е. Чиркин // Большая российская энциклопедия : [в 35 т.] / гл. ред. Ю. С. Осипов. — М. : Большая российская энциклопедия, 2004—2017.
- НО́РМА ПРЕДСТАВИ́ТЕЛЬСТВА : [арх. 15 июня 2024] / В. Е. Чиркин // Большая российская энциклопедия : [в 35 т.] / гл. ред. Ю. С. Осипов. — М. : Большая российская энциклопедия, 2004—2017.
- ОБРА́ТНАЯ СИ́ЛА ЗАКО́НА : [арх. 28 марта 2023] / В. Е. Чиркин // Большая российская энциклопедия : [в 35 т.] / гл. ред. Ю. С. Осипов. — М. : Большая российская энциклопедия, 2004—2017.
- ОБРАЩЕ́НИЯ ГРА́ЖДАН / В. Е. Чиркин // Большая российская энциклопедия : [в 35 т.] / гл. ред. Ю. С. Осипов. — М. : Большая российская энциклопедия, 2004—2017.
- ОБСТРУ́КЦИЯ : [арх. 25 мая 2022] / В. Е. Чиркин // Большая российская энциклопедия : [в 35 т.] / гл. ред. Ю. С. Осипов. — М. : Большая российская энциклопедия, 2004—2017.
- ОБЩЕ́СТВЕННОЕ ОБЪЕДИНЕ́НИЕ : [арх. 21 мая 2022] / В. Е. Чиркин // Большая российская энциклопедия : [в 35 т.] / гл. ред. Ю. С. Осипов. — М. : Большая российская энциклопедия, 2004—2017.
- ОБЩЕ́СТВЕННЫЙ СТРОЙ : [арх. 22 января 2022] / В. Е. Чиркин // Большая российская энциклопедия : [в 35 т.] / гл. ред. Ю. С. Осипов. — М. : Большая российская энциклопедия, 2004—2017.
- ОТВЕ́ТСТВЕННОСТЬ ЮРИДИ́ЧЕСКАЯ : [арх. 15 июня 2022] / В. Е. Чиркин, К. А. Бекяшев // Большая российская энциклопедия : [в 35 т.] / гл. ред. Ю. С. Осипов. — М. : Большая российская энциклопедия, 2004—2017.
- ОТДЕЛЕ́НИЕ ЦЕ́РКВИ ОТ ГОСУДА́РСТВА : [арх. 7 декабря 2023] / В. Е. Чиркин // Большая российская энциклопедия : [в 35 т.] / гл. ред. Ю. С. Осипов. — М. : Большая российская энциклопедия, 2004—2017.
- ОТРЕШЕ́НИЕ ОТ ДО́ЛЖНОСТИ ПРЕЗИДЕ́НТА / В. Е. Чиркин // Большая российская энциклопедия : [в 35 т.] / гл. ред. Ю. С. Осипов. — М. : Большая российская энциклопедия, 2004—2017.
- ПАЛА́ТА ЛО́РДОВ : [арх. 21 февраля 2023] / В. Е. Чиркин // П — Пертурбационная функция [Электронный ресурс]. — 2014. — С. 98. — (Большая российская энциклопедия : [в 35 т.] / гл. ред. Ю. С. Осипов ; 2004—2017, т. 25). — ISBN 978-5-85270-362-0.
- ПАЛА́ТА О́БЩИН : [арх. 29 ноября 2022] / В. Е. Чиркин // П — Пертурбационная функция [Электронный ресурс]. — 2014. — С. 98—99. — (Большая российская энциклопедия : [в 35 т.] / гл. ред. Ю. С. Осипов ; 2004—2017, т. 25). — ISBN 978-5-85270-362-0.
- ПАРЛАМЕНТАРИ́ЗМ : [арх. 1 декабря 2023] / В. Е. Чиркин // Большая российская энциклопедия : [в 35 т.] / гл. ред. Ю. С. Осипов. — М. : Большая российская энциклопедия, 2004—2017.
- ПАРЛА́МЕНТСКИЕ ВЫ́БОРЫ : [арх. 28 января 2022] / В. Е. Чиркин // Большая российская энциклопедия : [в 35 т.] / гл. ред. Ю. С. Осипов. — М. : Большая российская энциклопедия, 2004—2017.
- ПАССИ́ВНОЕ ИЗБИРА́ТЕЛЬНОЕ ПРА́ВО / В. Е. Чиркин // Большая российская энциклопедия : [в 35 т.] / гл. ред. Ю. С. Осипов. — М. : Большая российская энциклопедия, 2004—2017.
- ПЕТИ́ЦИЯ : [арх. 25 мая 2022] / В. Е. Чиркин // Большая российская энциклопедия : [в 35 т.] / гл. ред. Ю. С. Осипов. — М. : Большая российская энциклопедия, 2004—2017.
- ПРЕДСТАВИ́ТЕЛЬ ВЛА́СТИ : [арх. 20 января 2022] / В. Е. Чиркин // Большая российская энциклопедия : [в 35 т.] / гл. ред. Ю. С. Осипов. — М. : Большая российская энциклопедия, 2004—2017.
- ПРЕЗИДЕ́НТСКОЕ ПРАВЛЕ́НИЕ : [арх. 20 марта 2024] / В. Е. Чиркин // Большая российская энциклопедия : [в 35 т.] / гл. ред. Ю. С. Осипов. — М. : Большая российская энциклопедия, 2004—2017.
- ПРЕЗИДЕ́НТСКИЕ ВЫ́БОРЫ : [арх. 15 июня 2024] / В. Е. Чиркин // Большая российская энциклопедия : [в 35 т.] / гл. ред. Ю. С. Осипов. — М. : Большая российская энциклопедия, 2004—2017.
- ПРЕЗИДЕ́НТСКИЙ СОВЕ́Т : [арх. 15 июня 2024] / В. Е. Чиркин // Большая российская энциклопедия : [в 35 т.] / гл. ред. Ю. С. Осипов. — М. : Большая российская энциклопедия, 2004—2017.
- ПРЕЗИДЕ́НТСКОЕ ПОСЛА́НИЕ ПАРЛА́МЕНТУ : [арх. 7 сентября 2022] / В. Е. Чиркин // Большая российская энциклопедия : [в 35 т.] / гл. ред. Ю. С. Осипов. — М. : Большая российская энциклопедия, 2004—2017.
- ПРОПОРЦИОНА́ЛЬНАЯ ИЗБИРА́ТЕЛЬНАЯ СИСТЕ́МА : [арх. 16 июня 2022] / В. Е. Чиркин // Большая российская энциклопедия : [в 35 т.] / гл. ред. Ю. С. Осипов. — М. : Большая российская энциклопедия, 2004—2017.
- ПРЯМО́Е ДЕ́ЙСТВИЕ КОНСТИТУ́ЦИИ : [арх. 26 октября 2022] / В. Е. Чиркин // Большая российская энциклопедия : [в 35 т.] / гл. ред. Ю. С. Осипов. — М. : Большая российская энциклопедия, 2004—2017.
- СОВЕ́Т МИНИ́СТРОВ : [арх. 15 июня 2022] / В. Е. Чиркин // Большая российская энциклопедия : [в 35 т.] / гл. ред. Ю. С. Осипов. — М. : Большая российская энциклопедия, 2004—2017.
- СОВЕЩА́ТЕЛЬНЫЙ ГО́ЛОС : [арх. 25 мая 2022] / В. Е. Чиркин // Большая российская энциклопедия : [в 35 т.] / гл. ред. Ю. С. Осипов. — М. : Большая российская энциклопедия, 2004—2017.
- СОЮ́ЗНАЯ РЕСПУ́БЛИКА : [арх. 3 января 2023] / В. Е. Чиркин // Большая российская энциклопедия : [в 35 т.] / гл. ред. Ю. С. Осипов. — М. : Большая российская энциклопедия, 2004—2017.
- СОЮ́ЗНОЕ ГОСУДА́РСТВО : [арх. 28 мая 2022] / В. Е. Чиркин // Большая российская энциклопедия : [в 35 т.] / гл. ред. Ю. С. Осипов. — М. : Большая российская энциклопедия, 2004—2017.
- СПИ́КЕР : [арх. 5 мая 2022] / В. Е. Чиркин // Большая российская энциклопедия : [в 35 т.] / гл. ред. Ю. С. Осипов. — М. : Большая российская энциклопедия, 2004—2017.
- СТОЛИ́ЧНЫЙ ФЕДЕРА́ЛЬНЫЙ О́КРУГ : [арх. 15 июня 2022] / В. Е. Чиркин // Большая российская энциклопедия : [в 35 т.] / гл. ред. Ю. С. Осипов. — М. : Большая российская энциклопедия, 2004—2017.
- СТОЛИ́ЦА : [арх. 2 декабря 2022] / В. Е. Чиркин // Большая российская энциклопедия : [в 35 т.] / гл. ред. Ю. С. Осипов. — М. : Большая российская энциклопедия, 2004—2017.
- ФЕДЕРА́ЛЬНОЕ СОБРА́НИЕ : [арх. 20 июня 2022] / В. Е. Чиркин // Большая российская энциклопедия : [в 35 т.] / гл. ред. Ю. С. Осипов. — М. : Большая российская энциклопедия, 2004—2017.
- ЮРИДИ́ЧЕСКАЯ НАУ́КА : [арх. 1 апреля 2023] / В. Е. Чиркин // Большая российская энциклопедия : [в 35 т.] / гл. ред. Ю. С. Осипов. — М. : Большая российская энциклопедия, 2004—2017.